# Утёс (Оренбургская область)
Утёс — упразднённый посёлок в Ясненском районе Оренбургской области России. На момент упразднения входил в состав сельского поселения Комаровский сельсовет. Исключён из учётных данных в 1997 году.

## География
Располагался на правом берегу реки Кумак ниже впадения в неё реки Коянсай, на расстоянии примерно 11 километров (по прямой) к северо-западу от села Комарово.

## История
Возник как сельскохозяйственное отделение совхоза «Акжарский»; с 1964 года ферма совхоза «Целиный».
Постановление Законодательного Собрания Оренбургской области от 29 октября 1997 г. посёлок исключён из учётных данных.